# Magnetfeldoszillationsantrieb

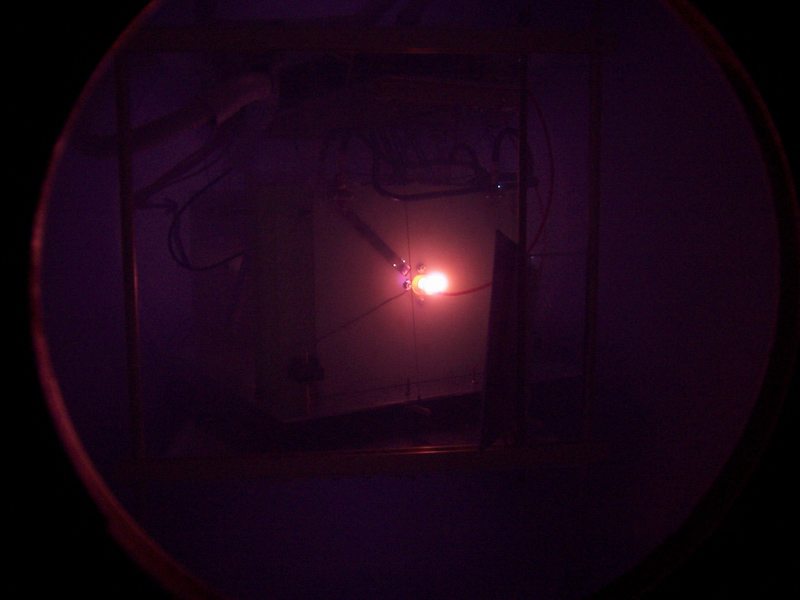
Zündung eines MOA-Triebwerks in der Vakuumkammer

Der Magnetfeldoszillationsantrieb (englisch magnetic field oscillating amplified thruster, MOA), in der Presse auch als Plasmatriebwerk bezeichnet, ist ein vielseitig verwendbares elektrothermodynamisches System, das in der Lage ist, jedes elektrisch geladene gasförmige Medium (Plasma-Anwendung) auf hohe Ausströmgeschwindigkeiten und auch elektrisch leitfähige Flüssigkeiten (hydrodynamische Anwendung) grundsätzlich zu beschleunigen.
Um dies zu bewerkstelligen, greift das System auf sogenannte Alfvén-Wellen zurück, ein physikalisches Prinzip der Magnetohydrodynamik, das erstmals im Jahre 1942 durch den späteren Nobelpreisträger Hannes Alfvén vorhergesagt wurde und das besagt, dass veränderliche Magnetfelder in elektrisch leitfähigen Medien (z. B. Plasma, salziges Wasser etc.) Dichtewellen hervorrufen. Durch die damit verbundene Veränderung von Druck und Temperatur wird das im Magnetfeld eingeschlossene Medium beschleunigt.
Durch den Heizmechanismus auf Grundlage adiabatischer Kompression unterscheidet sich MOA grundsätzlich von anderen  elektrothermischen Triebwerken, insbesondere auch vom magnetoplasmadynamischen bzw. MPD-Triebwerk mit welchem es durch den Sammelbegriff als Plasmatriebwerk manchmal verglichen wird.

## Anwendungsgebiete
Wegen der hohen erreichbaren Ausströmgeschwindigkeiten und dem damit verbundenen hohen spezifischen Impuls bzw. der hohen Teilchenenergie gibt es zwei wesentliche Anwendungsgebiete: die Raumfahrt und die Oberflächenbehandlung bestimmter Materialien (Beschichtung). Im ersten Fall bedeutet die hohe Ausströmgeschwindigkeit einen wesentlich geringeren Stützmassebedarf im Vergleich zu gängigen Ionentriebwerken, im zweiten Anwendungsfall bedingt die hohe Energie eine große Eindringtiefe in das zu behandelnde Material. Damit können z. B. Stahl, Aluminium, aber auch Glas und Kunststoffe je nach Wunsch gehärtet bzw. an die geforderten Eigenschaften angepasst werden.
Abgesehen von den hohen Teilchenenergien bzw. Ausströmgeschwindigkeiten, hat das MOA-Konzept auch den Vorteil, dass es weitgehend korrosionsfrei ist. Die Magnetfelder, welche zur Erzeugung der Alfvén-Wellen zum Einsatz kommen, verhindern, dass die hochenergetischen Teilchen mit der Wand oder einer anderen Strukturkomponente in Berührung kommen und dabei Schaden anrichten.

## Aufbau des MOA-Systems
Plasma-Anwendung
Im Wesentlichen besteht das gesamte MOA-System aus fünf Subelementen:
- Plasmaquelle,
- Zentralrohr,
- Primärspule,
- Sekundärspule,
- Versorgungs- und Steuerungseinheit.

Die Plasmaquelle erzeugt einen kontinuierlichen Strom ionisierter Teilchen, die im Zentralrohr in Richtung Austrittsdüse driften. Diese Teilchen können z. B. Stickstoff- oder Wasserstoffmoleküle, aber auch Atome der Edelgase Argon oder Xenon oder jedes anderen gasförmigen Materials sein. Da sie ionisiert sind, reagieren sie auf die beiden Magnetfelder, welche durch die Primär- und die Sekundärspule aufgespannt werden. Dabei ist die Primärspule permanent in Betrieb und formt die magnetische Austrittsdüse, während die Sekundärspule zyklisch ein- und ausgeschaltet wird, um die Feldlinien im Gesamtsystem zu deformieren. Diese Verformung erzeugt die Alfvén-Wellen, welche im nächsten Schritt dem Transport und der Kompression des Antriebsmediums dienen. Gesteuert wird das gesamte System durch die Versorgungs- und Steuerungseinheit.
Da das MOA-Konzept dabei eine Plasmaquelle benötigt, um die ionisierten Teilchen zu erzeugen, ist es prinzipiell ein elektrisches Antriebssystem wie andere Ionenantriebe auch. Durch die Interaktion der Magnetfelder werden die Teilchenpakete aber auch komprimiert und aufgeheizt, womit aus dem Gesamtsystem ein elektrothermodynamisches System wird. Diese Kombination aus elektrischem und thermodynamischem System vereint die Vorteile beider Gebiete, denn es hat einerseits die hohe Effizienz der elektrischen Antriebssysteme, kann aber gleichfalls auch eine Vielzahl an Teilchen beschleunigen – wie ein thermisches System – und damit einen relativ hohen Schub erzeugen. Die Kombination aus hoher Teilchenenergie bzw. Ausströmgeschwindigkeit und relativ hohem Schub ist in dieser Form außergewöhnlich. Die hohe Flexibilität durch Änderung des Masseflusses oder der elektrischen Leistungsparameter ist zum gegenwärtigen Zeitpunkt einzigartig.
Hydro-dynamischen Anwendung
Die hydro-dynamische Variante unterscheidet sich primär durch den Wegfall der Plasmaquelle. Voraussetzung für die Funktion ist jedoch die Verfügbarkeit einer elektrisch leitfähigen Flüssigkeit bzw. eines Elektrolyts aus einem Behälter oder einem umgebenden Reservoir (z. B. Meerwasser).

## Historie und Stand der Entwicklung
Theoretisch konzipiert wurde MOA bereits im Jahre 1982 von Manfred Hettmer, der das System später auch weiterentwickelt und praktisch umgesetzt hat. Nachdem er ab 1998 zunächst eine numerische Simulation erstellt und 1999 ein Mock-Up zur grundsätzlichen Darstellung der technischen Komponenten und Funktionen (zunächst noch ohne Plasmaquelle) gebaut hat, konnten die ersten Tests mit einem funktionsfähigen Breadboard-Model in einem Labor des LRT (Lehrstuhl für Raumfahrttechnik) der Technischen Universität München in Garching durchgeführt werden. Eine erste Patentanmeldung erfolgte im Jahre 2003.
In einem Gutachten von Horst Löb an der Justus-Liebig-Universität Gießen wurde das MOA-Konzept auch anhand der technischen Daten und der von Hettmer erstellten Simulation bestätigt.
Später konnte ein Labor der Technischen Universität Graz genutzt werden. Im Institut für Kommunikationsnetze und Satellitenkommunikation der TU Graz wurde der Prototyp des Triebwerks in einer Vakuumkammer getestet und die Messergebnisse bestätigten die Realisierbarkeit des Projekts. Die gewonnenen Daten wurden beim International Astronautical Congress im japanischen Fukuoka am 21. Oktober 2005 präsentiert.  Ein von Hettmer verfasster Artikel wurde in der Zeitschrift Raumfahrt Concret (Ausgabe 2/2006) veröffentlicht. Das zur Realisierung bereits im Jahre 2003 von Hettmer gegründete Unternehmen QASAR Technologieentwicklung GmbH konnte die Technologie weiterentwickeln und potentielle Anwendungen testen, sowohl im Hinblick auf eine mögliche Anwendung in der Raumfahrt, als auch für die Oberflächenbehandlung. Im Sommer 2005 hat der MOA-Prototyp den TRL 5 (Technology Readiness Level) erreicht und damit seine Funktion in einer relevanten Umgebungsbedingung (Vakuumkammer) bewiesen.
Nachdem die QASAR Technologieentwicklung GmbH wegen interner Schwierigkeiten mit Gesellschaftern und Investoren Anfang 2009 geschlossen wurde, hat Hettmer das Projekt weitgehend mit eigenen Mitteln im Rahmen gegebener Möglichkeiten fortgesetzt. Die Umsetzung einer kommerziellen Anwendung ist geplant.